# Steffen Dick
Steffen Dick (* 6. August 1961) ist ein deutscher Jurist. Er ist seit 2019 Präsident des Landessozialgerichts für das Saarland sowie stellvertretender Richter am Verfassungsgerichtshof des Saarlandes. Seine Amtszeit am Verfassungsgerichtshof endet am 17. November 2027.

## Leben und Wirken
Dick legte im Jahr 1991 sein 2. Staatsexamen ab und war danach zunächst als Regierungsassessor beim saarländischen Ministerium für Bildung und Kultur in der Hochschulabteilung im Referat „Forschungsförderung und Technologietransfer“ tätig. Am 1. Juli 1992 wechselte er in den Justizdienst, wo er zunächst als Proberichter und ab dem 1. Juli 1995 als Lebenszeit ernannter Richter beim Verwaltungsgericht des Saarlandes in Saarlouis eingesetzt war. Am 1. Juli 1996 wurde er für ein Jahr an das Sozialgericht für das Saarland in Saarbrücken abgeordnet und im Jahr 1997 endgültig hierhin versetzt. Ab Mai 2003 erfolgte eine 9 monatige Erprobung beim Landessozialgericht für das Saarland und anschließend die Ernennung zum Richter am Landessozialgericht. Dick war vor der Ernennung zum Präsidenten des Landessozialgerichts ab Dezember 2016 zunächst Vizepräsident des Landessozialgerichts.